# Тоузленд, Джеймс
Джеймс Тоузленд (англ. James Toseland; родился 5 октября 1980 года, в г. Донкастер, Саут-Йоркшир, Великобритания) — английский мотогонщик.
Тоузленд — победитель чемпионатов в Супербайке 2003 и 2007 годов (на Ducati и Honda соответственно), в чемпионат мира по шоссейно-кольцевым мотогонкам MotoGP перешёл в 2008 году. Тоузленд также является пианистом и певцом, регулярно выступая со своей группой «Crash».
Сейчас Джеймс Тоузленд выступает за команду Yamaha Tech 3 под номером 52.
и ещё за команду Yamaha стерилгарда  под номером 19 